# فوميسافين
فوميسافين هو الاسم الشائع لمركب عضوي يستخدم كمبيد للأعشاب. يعمل مركب الفوميسافين عن طريق تثبيط إنزيم أوكسيداز البروتوبرفيرينوجين الضروري لتخليق الكلوروفيل. ويتمتع نبات فول الصويا بشكل طبيعي بقدرة عالية على تحمل الفومسافين، عن طريق التخلص الأيضي منه من خلال إس ترانسفيراز الغلوتاثيون. لذا، فإن فول الصويا هو أكثر المحاصيل التي تعالج باستخدامبالفومسافين، ثم تليه البقوليات الأخرى وبعض أنواع المحاصيل الأخرى. ولا يُعتبر الفوميسافين آمنًا بالنسبة لمحاصيل الذرة، أو غيرها من نباتات الفصيلة القبنية.

## التأثيرات الصحية
ُتقدر الجرعة المميتة من ال الفوميسافين بحوالي 1250 ملليغرام/ كيلوغرام من الكتلة بالنسبة للفئران في حالة الابتلاع عن طريق الفم، مما يعني أن الفوميسافين مادة متوسطة السمية إذا ما تم ابتلاعها عن طريق الفم. يحدد قانون اللوائح الفيدرالية الأمريكية الحد الأقصى الآمن لتحمل بقايا مادة الفوميسافين في مختلف المنتجات الغذائية.

## التأثيرات على البيئة
حوُصف المصير البيئي والسمية البيئية للفومسافين في قاعدة بيانات خصائص مبيدات الآفات. استخدم مركب  الفوميسافين في دراسة حالة طورت طرقًا لإجراء تقييمات الأنواع المهددة بالانقراض على مستوى البلاد في الولايات المتحدة الأمريكية.

## مقاومة
طورت العديد من النباتات مقاومة ضد  الفوميسافين، مثلما حدث في شمال شرق الصين، وفي ولاية أركنساس الأمريكية، وفي البرازيل.